# Capsicum subulatum
Capsicum subulatum är en potatisväxtart som beskrevs av Standley och Morton. Capsicum subulatum ingår i släktet spanskpepparsläktet, och familjen potatisväxter. Inga underarter finns listade i Catalogue of Life.